# Grigor Dimitrov
Grigor Dimitrov Dimitrov (tiếng Bulgaria: Григор Димитров Димитров, phát âm [ɡriˈɡɔr dimiˈtrɔf]; sinh ngày 16 tháng 5 năm 1991) là một tay vợt quần vợt chuyên nghiệp người Bulgaria thuộc top 10 thế giới. Trong sự nghiệp đánh đơn, anh đang đứng thứ 9 trên bảng xếp hạng ATP mà anh đạt được trong tháng 7 năm 2014. Dimitrov là tay vợt nam thành công nhất trong lịch sử Bulgaria: Người đầu tiên có mặt trong top 10 trên bảng xếp hạng đánh đơn ATP; người đầu tiên có được số tiền thưởng là $1 triệu và nay là $4 triệu và cũng là người nam Bulgaria đầu tiên (và duy nhất) đoạt được một giải ATP (tháng 10 năm 2013 tại Stockholm). Trước khi bắt đầu sự nghiệp thi đấu chuyên nghiệp của mình, Dimitrov đã đạt được nhiều thành công đáng nể. Anh ta đã đứng hạng 1 thế giới bảng xếp hạng thiếu niên và giành được cúp đơn nam trẻ tại giải vô địch Wimbledon và Mỹ mở rộng vào năm 2008..

## Tiểu sử
Grigor được sinh ra tại Haskovo và là con trai duy nhất của ông Dimitar, một huấn luyện viên quần vợt, và mẹ là bà Maria, một giáo viên thể thao và cựu cầu thủ bóng chuyền. Anh lần đầu tiên được chơi tennis vào năm lên 3, và khi được 5 tuổi, Grigor bắt đầu chơi mỗi ngày. Trong những năm thiếu niên của mình, Grigor sống ở Paris, Pháp và được đào tạo tại Học viện quần vợt Patrick Mouratoglou. Anh nói cả tiếng Bulgaria lẫn tiếng Anh. Sở thích của Grigor là thể thao, xe hơi, máy tính và đồng hồ. Anh đã được trao biệt danh là "Baby Fed" vì tài năng và lối chơi đầy phong cách riêng biệt. Đã có tin đồn là Dimitrov hẹn hò với "búp bê người Nga" Maria Sharapova vào cuối năm 2012, nhưng cả hai chỉ khẳng định mối quan hệ của họ sau giải Madrid Masters 2013, nơi mà Dimitrov đánh bại tay vợt số 1 thế giới Novak Djokovic.

## Các trận chung kết quan trọng

### ATP Finals

#### Đơn: 1 (1 danh hiệu)
| Kết quả | Năm  | Giải đấu                   | Mặt sân  | Đối thủ      | Tỷ số         |
| ------- | ---- | -------------------------- | -------- | ------------ | ------------- |
| Thắng   | 2017 | ATP Finals, Vương quốc Anh | Cứng (i) | David Goffin | 7–5, 4–6, 6–3 |

### ATP Masters 1000

#### Đơn: 2 (1 danh hiệu, 2 á quân)
| Kết quả | Năm  | Giải đấu           | Mặt sân  | Đối thủ        | Tỷ số    |
| ------- | ---- | ------------------ | -------- | -------------- | -------- |
| Thắng   | 2017 | Cincinnati Masters | Cứng     | Nick Kyrgios   | 6–3, 7–5 |
| Thua    | 2023 | Paris Masters      | Cứng (i) | Novak Djokovic | 4–6, 3–6 |
| Thua    | 2024 | Miami Open         | Cứng     | Jannik Sinner  | 3-6, 1-6 |

## Chung kết ATP

### Đơn: 21 (9 danh hiệu, 12 á quân)
| Giải đấu               |
| ---------------------- |
| Grand Slam (0–0)       |
| ATP Finals (1–0)       |
| ATP Masters 1000 (1–2) |
| ATP 500 Series (1–2)   |
| ATP 250 Series (6–8)   |

| Mặt sân       |
| ------------- |
| Cứng (7–10)   |
| Đất nện (1–2) |
| Cỏ (1–0)      |

| Kiểu sân         |
| ---------------- |
| Ngoài trời (6–6) |
| Trong nhà (3–6)  |

| Kết quả | Thắng-Thua | Ngày             | Giải đấu                                   | Cấp độ       | Mặt sân  | Đối thủ               | Tỷ số                         |
| ------- | ---------- | ---------------- | ------------------------------------------ | ------------ | -------- | --------------------- | ----------------------------- |
| Á quân  | 0–1        | Th1 năm 2013     | Brisbane International, Australia          | 250 Series   | Cứng     | Andy Murray           | 6–7(0–7), 4–6                 |
| Vô địch | 1–1        | Th10 năm 2013    | Stockholm Open, Thụy Điển                  | 250 Series   | Cứng (i) | David Ferrer          | 2–6, 6–3, 6–4                 |
| Vô địch | 2–1        | Th3 năm 2014     | Mexican Open, Mexico                       | 500 Series   | Cứng     | Kevin Anderson        | 7–6(7–1), 3–6, 7–6(7–5)       |
| Vô địch | 3–1        | Th4 năm 2014     | Romanian Open, Romania                     | 250 Series   | Đất nện  | Lukáš Rosol           | 7–6(7–2), 6–1                 |
| Vô địch | 4–1        | Th6 năm 2014     | Queen's Club Championships, Vương quốc Anh | 250 Series   | Cỏ       | Feliciano López       | 6–7(8–10), 7–6(7–1), 7–6(8–6) |
| Á quân  | 4–2        | Th10 năm 2014    | Stockholm Open, Thụy Điển                  | 250 Series   | Cứng (i) | Tomáš Berdych         | 7–5, 4–6, 4–6                 |
| Á quân  | 4–3        | Th1 năm 2016     | Sydney International, Australia            | 250 Series   | Cứng     | Viktor Troicki        | 6–2, 1–6, 6–7(7–9)            |
| Á quân  | 4–4        | tháng 5 năm 2016 | Istanbul Open, Thổ Nhĩ Kỳ                  | 250 Series   | Đất nện  | Diego Schwartzman     | 7–6(7–5), 6–7(4–7), 0–6       |
| Á quân  | 4–5        | Th10 năm 2016    | China Open, Trung Quốc                     | 500 Series   | Cứng     | Andy Murray           | 4–6, 6–7(2–7)                 |
| Vô địch | 5–5        | Th1 năm 2017     | Brisbane International, Australia          | 250 Series   | Cứng     | Kei Nishikori         | 6–2, 2–6, 6–3                 |
| Vô địch | 6–5        | Th2 năm 2017     | Sofia Open, Bulgaria                       | 250 Series   | Cứng (i) | David Goffin          | 7–5, 6–4                      |
| Vô địch | 7–5        | Th8 năm 2017     | Cincinnati Masters, Mỹ                     | Masters 1000 | Cứng     | Nick Kyrgios          | 6–3, 7–5                      |
| Á quân  | 7–6        | Th10 năm 2017    | Stockholm Open, Thụy Điển                  | 250 Series   | Cứng (i) | Juan Martín del Potro | 4–6, 2–6                      |
| Vô địch | 8–6        | Th11 năm 2017    | ATP Finals, Vương quốc Anh                 | Tour Finals  | Cứng (i) | David Goffin          | 7–5, 4–6, 6–3                 |
| Á quân  | 8–7        | Th2 năm 2018     | Rotterdam Open, Hà Lan                     | 500 Series   | Cứng (i) | Roger Federer         | 2–6, 2–6                      |
| Á quân  | 8–8        | tháng 5 năm 2023 | Geneva Open, Thụy Sĩ                       | 250 Series   | Đất nện  | Nicolás Jarry         | 6–7(1–7), 1–6                 |
| Á quân  | 8–9        | Th11 năm 2023    | Paris Masters, Pháp                        | Masters 1000 | Cứng (i) | Novak Djokovic        | 4–6, 3–6                      |
| Vô địch | 9–9        | Th1 năm 2024     | Brisbane International, Australia (2)      | 250 Series   | Cứng     | Holger Rune           | 7–6(7–5), 6–4                 |
| Á quân  | 9-10       | Th2 năm 2024     | Open 13, Pháp                              | 250 Series   | Cứng (i) | Ugo Humbert           | 4–6, 3–6                      |
| Á quân  | 9-11       | Th3 năm 2024     | Miami Open, Mỹ                             | Masters 1000 | Cứng     | Jannik Sinner         | 3-6, 1-6                      |
| Á quân  | 9–12       | Th10 năm 2024    | Stockholm Open, Thụy Điển                  | 250 Series   | Cứng (i) | Tommy Paul            | 4–6, 3–6                      |

### Đôi: 1 (1 á quân)
| Giải đấu               |
| ---------------------- |
| Grand Slam (0–0)       |
| ATP Finals (0–0)       |
| ATP Masters 1000 (0–0) |
| ATP 500 Series (0–0)   |
| ATP 250 Series (0–1)   |

| Mặt sân       |
| ------------- |
| Cứng (0–0)    |
| Đất nện (0–0) |
| Cỏ (0–1)      |

| Kết quả | Thắng-Thua | Ngày         | Giải đấu                                 | Cấp độ     | Mặt sân | Đồng đội      | Đối thủ                  | Tỷ số    |
| ------- | ---------- | ------------ | ---------------------------------------- | ---------- | ------- | ------------- | ------------------------ | -------- |
| Á quân  | 0–1        | Th6 năm 2011 | Eastbourne International, Vương quốc Anh | 250 Series | Cỏ      | Andreas Seppi | Jonathan Erlich Andy Ram | 3–6, 3–6 |